# Киевка (река, впадает в Японское море)
Ки́евка (до 1972 года — Судзухе) — река на Дальнем Востоке России, в Лазовском районе Приморского края.
Длина — 105 км, площадь бассейна — 3120 км².
Река берёт начало на юго-западных склонах хребта Сихотэ-Алинь, до устья реки Лазовка течёт в западном направлении, затем поворачивает на юго-запад, впадает в бухту Киевка Японского моря, в 15 км южнее посёлка Преображение.
Многочисленные притоки реки изобилуют порогами и водопадами. Наиболее известное и посещаемое туристами место — каскад водопадов, расположенных на Еломовском ключе, известных как Беневские водопады.
Основные притоки: Каменка (длина 20 км), Перекатная (27 км), Лазовка (54 км), Беневка (37 км), Кривая (71 км).
Населённые пункты на реке (сверху вниз): Старая Каменка, Лазо, Кишинёвка, Беневское, Свободное, Киевка.
Южнее бухты и реки Киевка — бухта Успения с впадающей в неё рекой Обручёвка.

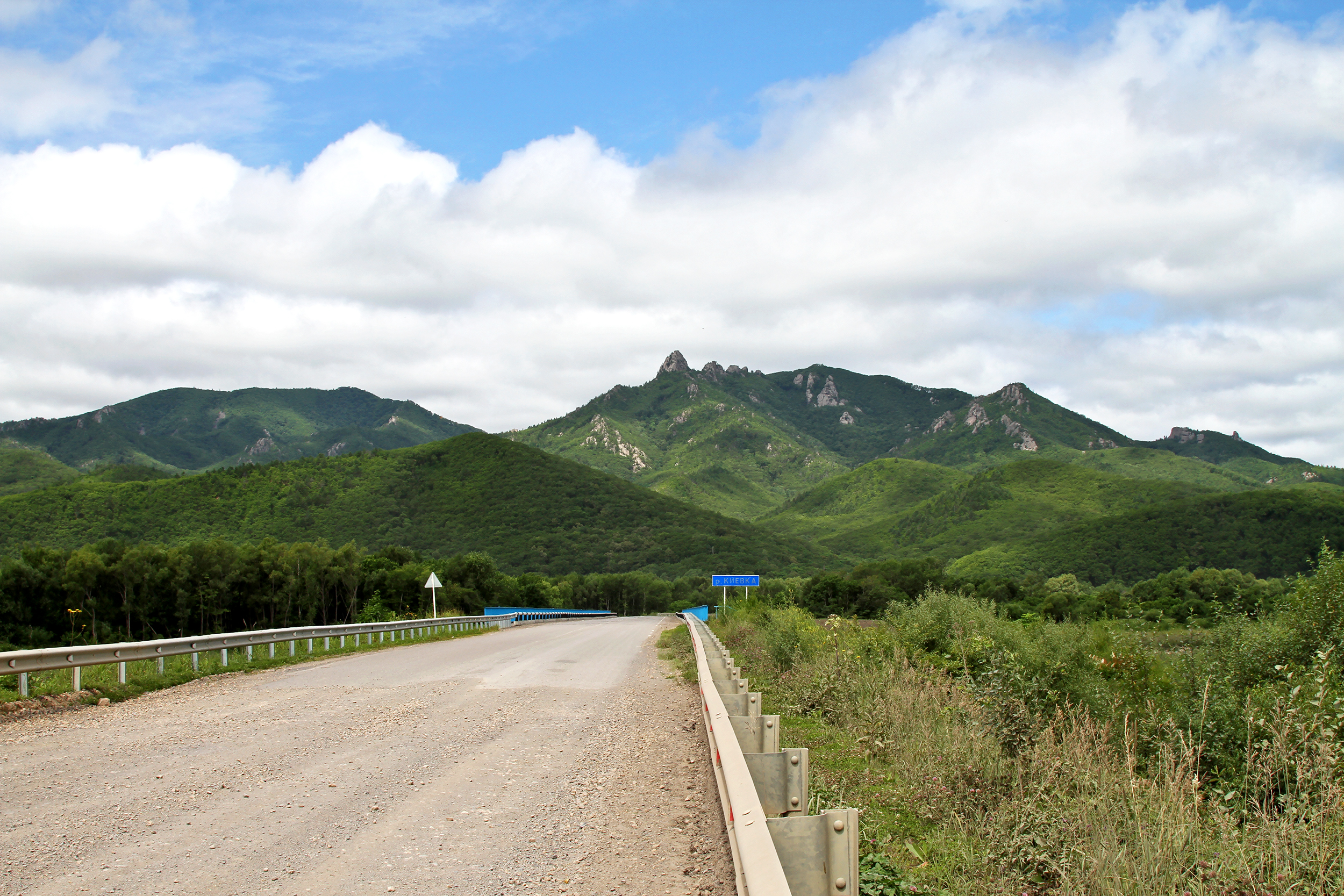
Автомобильный мост через реку Киевка
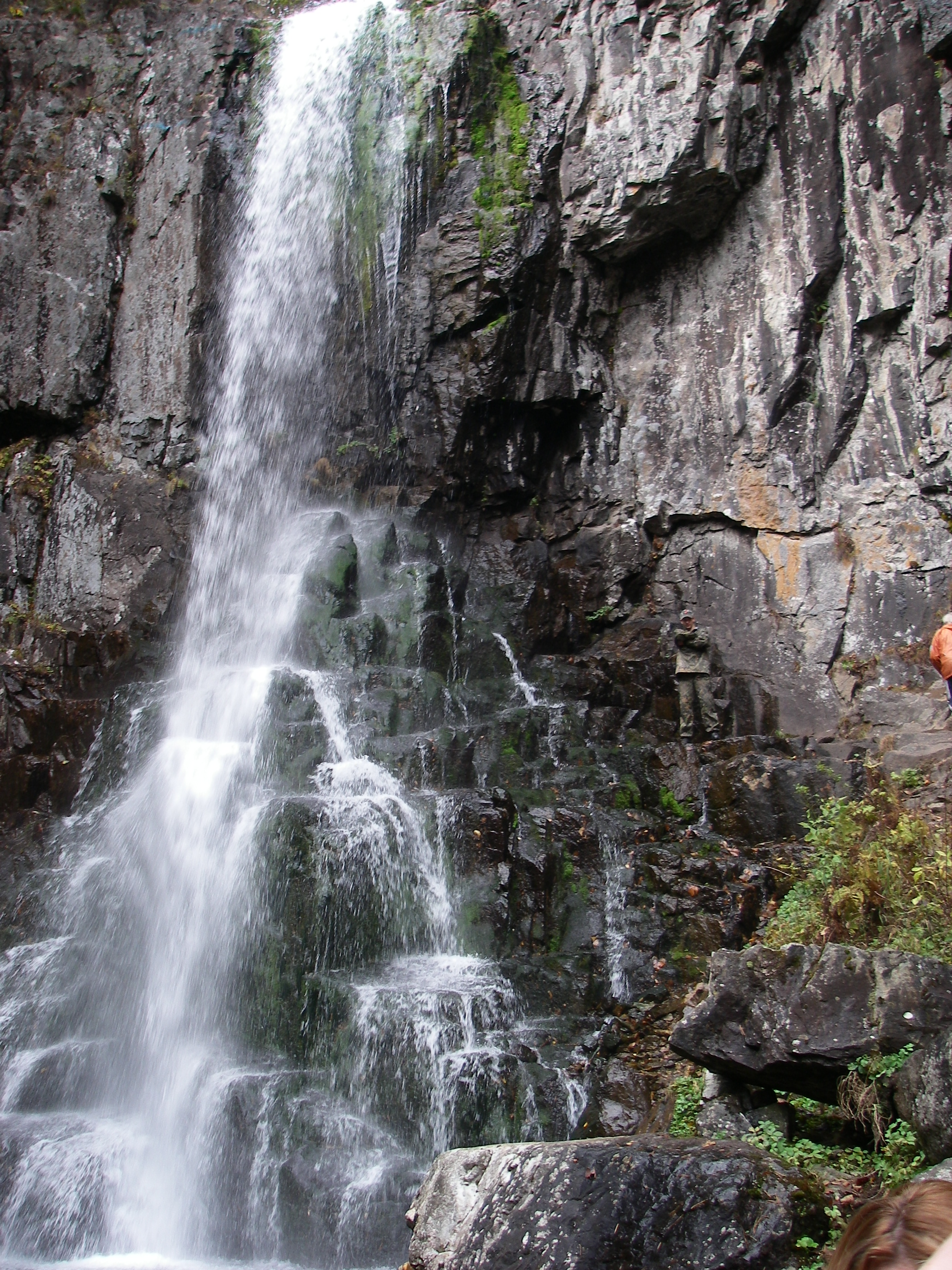
Один из Беневских водопадов на одном из притоков Киевки
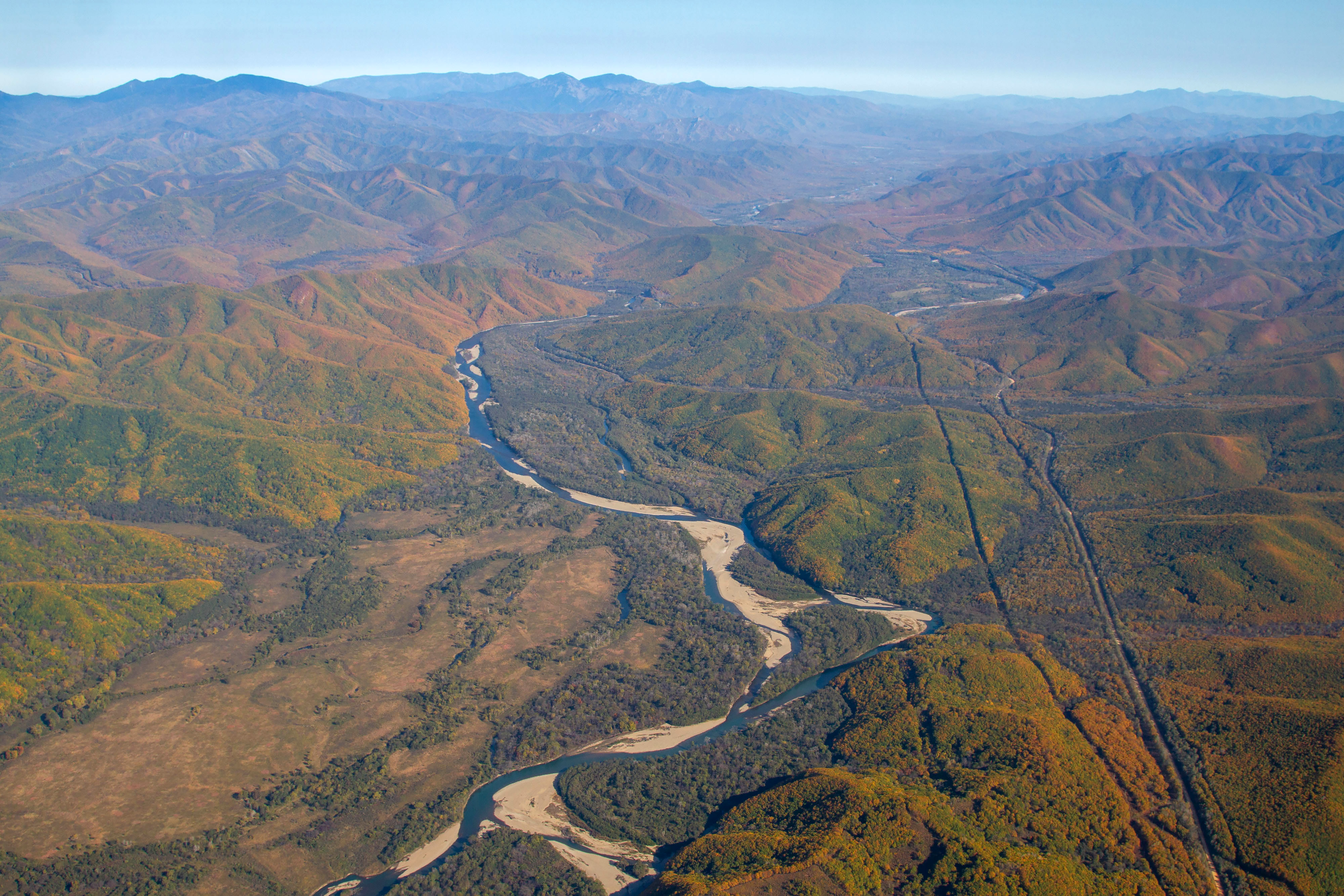
Долина реки Киевка осенью